# تاريخ السينما في الولايات المتحدة

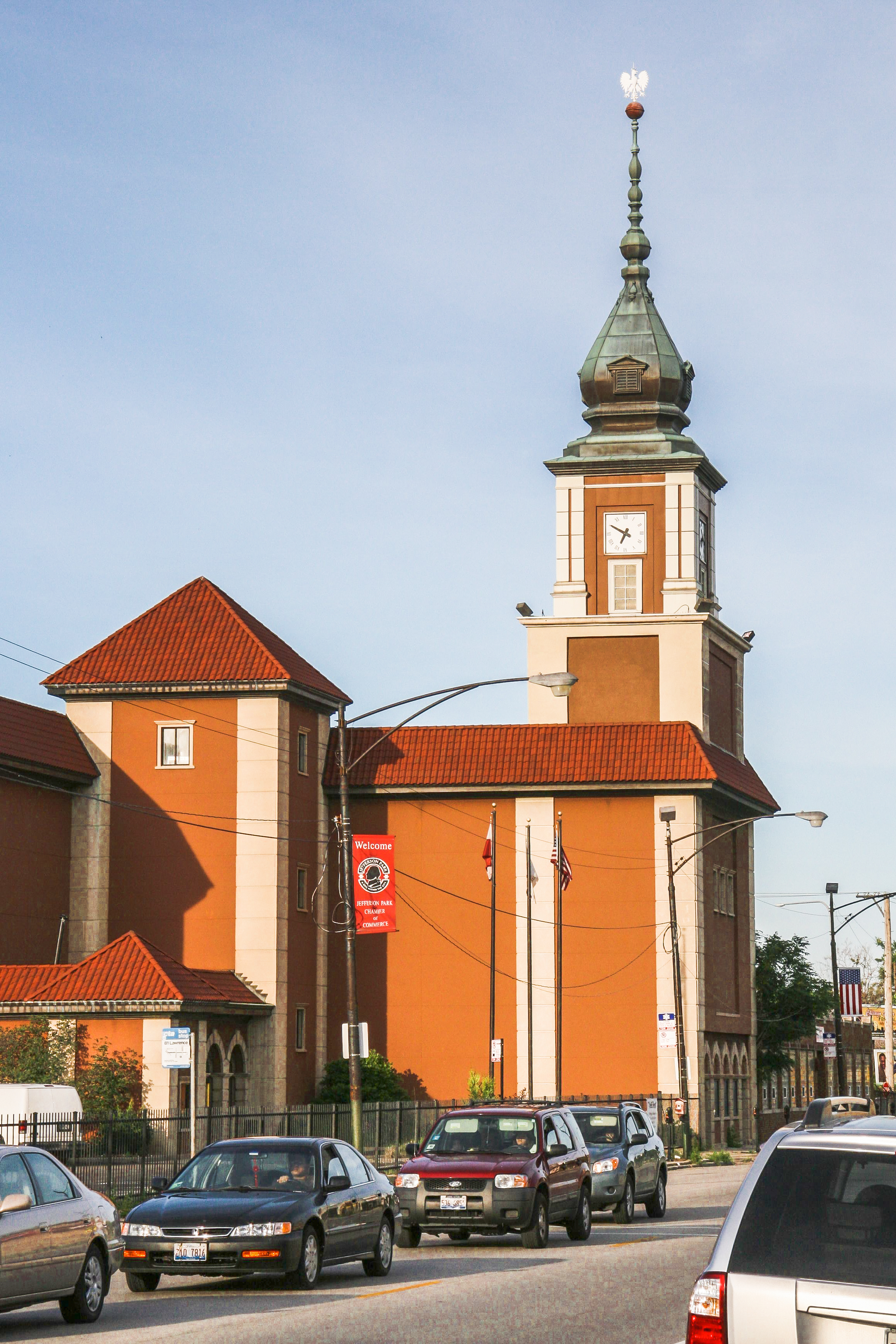

يصف هذا المقال تاريخ السينما في الولايات المتحدة.

## قبل عام 1900
ألقى إدوارد مويبريدج في عام 1893 محاضرات عرض فيها صورًا متحركة مرسومة باليد في قاعة زوبراكسغرافيكال في المعرض العالمي الكولومبي في شيكاغو.
استخدم تشارلز فرانسيس جينكينز الفانتوسكوب الخاص به في يونيو من عام 1894 في ريتشموند، إنديانا، بهدف عرض فيلمه أمام جمهور من العائلة والأصدقاء والمراسلين. تضمن الفيلم راقصة فودفيل تؤدي رقصة الفراشة. عدل جنكينز وشريكه الجديد آنذاك توماس أرمات الفانتوسكوب لاستعماله في العروض في المسارح المؤقتة في معرض كوتون ستيتس إكسبوسيشن في خريف عام 1895. بيع الفانتوسكوب لاحقًا إلى توماس إديسون، الذي غير اسم جهاز العرض إلى إديسون فيتاسكوب. بدأ إديسون عروضًا عامةً لأفلامه باستعمال الفيتاسكوب في قاعة كوستر وبيال الموسيقية في شارع 34 في مدينة نيويورك في 23 أبريل من عام 1896. ومع ذلك، حُول أحد المحال التجارية الشاغرة في كانل ستريت، نيو أورلينز، لويزيانا إلى قاعة فيتاسكوب في 26 يوليو من عام 1896 لتكون القاعة أول «دار عرض على واجهة محل تجاري» في الولايات المتحدة مخصصة حصريًا لعرض الأفلام.
كان قرار إديسون ببيع عدد صغير من أجهزة عرض فيتاسكوب كمشروع تجاري في أبريل- مايو من عام 1896 أحد العوامل الحاسمة في تاريخ السينما. أضاف ميتشل إتش مارك وأخوه مو مارك على قاعة إديسون ما أطلقا عليه اسم دار عرض إديسون فياسكوب (التي يُدخل إليها من خلال قاعة إديسون نفسها) في الطابق السفلي من مبنى إليكوت سكوير الجديد، الشارع الرئيسي، بوفالو، نيويورك. افتُتحت دار العرض للجمهور في 19 أكتوبر من عام 1896 بالتعاون مع رودولف فاغنر، الذي انتقل إلى بوفالو بعد قضاء عدة سنوات في العمل في مختبرات إديسون. صُممت دار العرض الفخمة المكونة من 72 مقعدًا من الصفر لعرض الأفلام فقط.
أشار تيري رامسي في كتابه مليون ليلة وليلة (1926) [ص. 276] إلى أن دار العرض هذه «قد كانت إحدى أقدم المعارض الحصرية للأفلام من التي امتلكت موقعًا ثابتًا». وفقًا لصحيفة بوفالو نيوز (الأربعاء، 2 نوفمبر، 1932) «اتسعت المقاعد لنحو 90 شخصًا [في الواقع 72 شخصًا] وكان رسم الدخول ثلاثة سنتات. جرت العادة بعرض الأفلام التي تركز على مشاهد السفر ذات التصوير الواهي والمتذبذب في ذلك الوقت». ظلت دار العرض مفتوحةً مدة عامين، ما يجعلها أول سينما دائمة في العالم.
تُعتبر دار عرض ذا ستيت في واشنطن أيوا أقدمَ سينما واصلت عملها في العالم. عرضت هذه السينما أول أفلامها في عام 1897، وأُدخلت في موسوعة غينيس للأرقام القياسية العالمية في 21 أبريل من عام 2016. استمرت هذه السينما في العمل حتى 1 يناير من عام 2020.

## بين عامي 1900 و1919
كانت دار عرض تاليز إليكتريك أول سينما في ولاية كاليفورنيا، إذ اكتملت في عام 1902 في لوس أنجلوس. كانت دار عرض تالي «دار عرض على واجهة محل تجاري» في مبنى أكبر. قدم فيلم ذا غريت ترين روبري (سرقة القطار الكُبرى) (1903) -الذي كانت مدته 12 دقيقة- دفعة تعزيزية لصناعة الأفلام.
افتتح جون ب. هاريس وهاري ديفيس سينما برسم دخول مقداره خمسة سنتات على واجهة متجر في بيتسبرغ في عام 1905، وأطلقا عليها اسم نيكيلودين، مؤسسَين بذلك نمطَ أول نوع شائع من دور السينما. كان هناك الآلاف من «دور عرض واجهات المحال التجارية» التابعة لنيكولودين وغيمس وبيجوس عبر أمريكا الشمالية بحلول عام 1908. ما تزال بعض دور العرض التي تعود إلى عصر نيكلوديون مستمرةً في عرض الأفلام حتى اليوم.
أشار افتتاح دار عرض ريجنت في مدينة نيويورك في عام 1913 إلى ظهور احترام جديد لهذا الوسط، معلنًا بداية ذروة تصميم السينما الأمريكية التي استمرت مدة عقدين. افتتح ميتشيل إتش مارك دار عرض مارك ستراند التي بلغت قيمتها آنذاك مليون دولار في شارع 47 وبرودواي في مدينة نيويورك في عام 1914، لتكون صالة عرض أفلام كُبرى نموذجية. بنى آل رينغلينغ -أحد مؤسسي سيرك رينغلينغ بروز- دار عرض أل. رينغلينغ المنمقة في بارابو، ويسكونسن بمبلغ كان هائلًا آنذاك مقداره 100 ألف دولار أمريكي. واصل سيد غرومان مقدم العروض في لوس أنجلوس نزعة دور العرض هادفًا إلى إنشاء دار العرض المنمقة الخاصة به «دار عرض المليون دولار»، باستخدام نفس شركة التصميم التي عملت على دار عرض رينغلينغ، ليفتتحها بعد ذلك في برودواي في وسط مدينة لوس أنجلوس في عام 1918.
ساعد النجاح الكبير الذي حققه فيلم ذا بيرث أوف إي نيشن «ولادة أمة» في عام 1915 في إثبات تفوق الأفلام الطويلة، ما أجبر أصحاب دور عرض الخمسة سنتات على زيادة سعر التذكرة إلى عشرة سنتات أو أكثر، ثم أعادوا تصميم دور العرض هذه إما عن طريق تقديم بيئة أكثر راحة وإرضاء أو من خلال الانتقال إلى قاعة أكبر وأفضل، ما أدى إلى نهاية حقبة نيكيلودين.

## ما بعد عشرينيات القرن العشرين: الحقبة الحديثة
في السنوات العشر التالية ومع الزيادة الهائلة في عائدات الأفلام، تسارع المروجون المستقلون واستوديوهات الأفلام (الذين امتلكوا سلاسل الأملاك الخاصة بهم حتى البت في قانون المنافسة في عام 1948) لبناء دور العرض الأكثر سخاءً وإتقانًا وجاذبيةً.
تحولت هذه التصاميم –صالة عرض أفلام كُبرى- إلى نمط معماري فريد متطرف يُتباهى بتصميمه الفاخر وشاشته العملاقة، وبصوته الستريوفوني (منذ عام 1953). كانت سلاسل السينما أيضًا من بين الصناعات الأولى التي ركبت أنظمة تكييف الهواء التي قدمت بدورها إغواءً إضافيًا للراحة في هذه السلاسل خلال فترة الصيف. صُمم مقعد بظهر محوري في عام 1931 للسماح للناس بالبقاء في مقاعدهم ليمر المشاهدون الآخرون بسهولة أمامهم. أصبح هذا النوع من المقاعد معيارًا في جميع دور السينما الأمريكية تقريبًا.
حققت العديد من استوديوهات الأفلام التكامل الرأسي من خلال الاستحواذ على سلاسل دور العرض وبنائها. امتلكت استديوهات: باراماونت ووارنر برذرز ولويس (الذي امتلكته شركة مترو غولدوين ماير) وتوينتيث سينشوري فوكس وآر كي أو بيكتشرز جميع سلاسل دور عرض ما يُسمى بـ «الخمسة الكبار» في العشرينيات والثلاثينيات من القرن العشرين. فُككت جميع هذه السلاسل نتيجةً لقضاء المحكمة العليا للولايات المتحدة في قضية الولايات المتحدة ضد باراماونت بيكتشرز (قضية قانون المنافسة).
أصبحت «دور سينما البالغين» موجودة في كل مكان في بعض المناطق. ومع ذلك، فإن إدخال نظام الفيديو في إتش إس منخفض التكلفة للتلفزيونات المنزلية قد حد من عمل العديد من دور السينما الإباحية بالإضافة إلى العديد من سينمات «العرض الثاني».